# Zygomyia unispinosa
Zygomyia unispinosa är en tvåvingeart som beskrevs av Tonnoir 1927. Zygomyia unispinosa ingår i släktet Zygomyia och familjen svampmyggor. Inga underarter finns listade i Catalogue of Life.